# Джексон, Герберт Спенсер
Ге́рберт Спе́нсер Дже́ксон (англ. Herbert Spencer Jackson; 1883—1951) — канадский и американский миколог и фитопатолог.

## Биография
Герберт Спенсер Джексон родился в Нью-Йорке в 1883 году. Учился в Корнеллском (у Дж. Ф. Аткинсона), Гарвардском и Висконсинском университетах, затем работал в Университете Делавэра и Университете Орегона. С 1916 года Джексон работал на сельскохозяйственной станции Пердью в Индиане. В 1929 году он стал доктором философии и был назначен первым профессором микологии в Университете Торонто. С 1941 года Герберт был главой департамента ботаники этого университета. Там Джексон изучал местные виды головнёвых и ржавчинных грибов, а также различные телефоровые. Также он был создателем гербария Департамента ботаники, к 1952 году насчитывавшего 94 тысячи образцов. Кроме грибов, Джексон интересовался различными сортами ирисов. В канадском Ботаническом саду Глендона Холла он собрал несколько сотен сортов. Герберт Джексон скончался 14 декабря 1951 года.
Герберт Джексон был членом и президентом Микологического общества Америки и Ботанического отделения Канадского королевского общества.

## Грибы, названные в честь Г. С. Джексона
- Jacksonia J.C.Lindq., 1970, nom. illeg. [syn.  Dietelia Henn., 1897]
- Chloroscypha jacksonii Seaver, 1931
- Corticium jacksonii Hjortstam, 1998, nom. nov.
- Helicogonium jacksonii W.L.White, 1942
- Leptosphaeria jacksonii Shoemaker, 1985
- Maireina jacksonii W.B.Cooke, 1961
- Penicillium jacksonii K.G.Rivera, Houbraken & Seifert, 2011
- Peronospora jacksonii C.G.Shaw, 1951
- Platygloea jacksonii Bandoni & J.C.Krug 2000
- Scytinostroma jacksonii Boidin, 1981
- Uromyces jacksonii Arthur & Fromme, 1939
- Ustilago jacksonii Zundel & Dunlap, 1939